# Thomas Pridgen
Thomas Armon Pridgen, född 23 november 1983 i Alameda County, Kalifornien, är en amerikansk trummis som har spelat trummor i bandet The Mars Volta.

## Diskografi

### Med Eric Gales
- Crystal Vision - (2006)
- Psychedelic Underground - (2007)

### Med Christian Scott
- Rewind That (2006)

### Med Omar Rodriguez-Lopez
- Calibration (Is Pushing Luck and Key Too Far) (2007)
- Xenophanes (2009)

### Med The Mars Volta
- The Bedlam in Goliath (2008)
- Octahedron (2009)